# VV Appingedam
Die Voetbalvereniging Appingedam ist ein 1919 als Appingedammer Voetbal Vereniging gegründeter niederländischer Amateurfußballverein aus Appingedam in der Provinz Groningen. Die erste Mannschaft des Vereins spielt in der Samstagsabteilung der Derde klasse, der sechsthöchsten Amateurliga der Niederlande. Dreimal erreichte ein Team der VV Appingedam als Pokalsieger des Fußballdistrikts Noord die erste Runde um den KNVB-Pokal, nämlich 1981, 1993 und 1999. Erstmals 1979 spielte die Sonntagsmannschaft in der höchsten Amateurspielklasse, der Hoofdklasse B. 1995 und 1996 wurde sie Meister ihrer Gruppe; 2011 wurde die Sonntagsabteilung aufgelöst.
Im Jugendbereich kooperiert der Klub mit dem Nachbarverein VV De Pelikanen; die Jugendteams treten seit der Saison 2015/16 unter dem Namen SJO Damster Voetbal Combinatie an. Beide Vereine teilen sich auch die Sportanlage Burgemeester Wellemansportpark. Zur Saison 2017/18 werden die Vereine Appingedam und De Pelikanen, dessen erste Mannschaft ebenfalls in der Derde klasse spielt, zur DVC Appingedam fusionieren.